# Bruce Robertson
Bruce Robertson (Vancouver, Canadá, 27 de abril de 1953) es un nadador canadiense retirado especializado en pruebas de estilo mariposa, donde consiguió ser subcampeón olímpico en 1972 en los 100 metros.

## Carrera deportiva
En los Juegos Olímpicos de Múnich 1972 ganó la medalla de plata en los 100 metros mariposa, con un tiempo de 55.56 segundos, tras el estadounidense Mark Spitz; y en cuanto a las pruebas por equipo, ganó el bronce en los relevos de 4 x 100 metros estilos (nadando el largo de mariposa), tras Estados Unidos y Alemania del Este.
Y en el Campeonato Mundial de Natación de 1973 celebrado en Belgrado volvió a ganar el oro en 100 metros mariposa y el bronce en relevos de 4 x 100 metros estilos.